# Karl Diller
Karl Diller (nascido em 27 de janeiro de 1941) é um político alemão. Nasceu em Kaiserslautern, Renânia-Palatinado, e representa o SPD. Karl Diller serviu como membro do Bundestag do estado da Renânia-Palatinado de 1987 a 2009.

## Vida
De 1979 a 1987 ele foi membro do parlamento estadual da Renânia-Palatinado. De 1998 a 2009 foi Secretário de Estado Parlamentar do Ministro Federal das Finanças.